# 피에르시몽 지라르
피에르시몽 지라르(프랑스어: Pierre-Simond Girard, 1765년 11월 30일 ~ 1836년 11월 30일)는 프랑스의 공학자, 수학자, 물리학자로 특히 유체역학과 수리공학, 응용수학 분야에서 뛰어난 업적을 남긴 인물로서 프랑스 혁명기의 과학적 진보와 나폴레옹 시대의 공공 인프라 확장에 큰 기여를 했으며, 젊은 시절부터 수학적 재능이 뛰어나 10대 초반에 이미 기술자 교육을 위한 학교인 에 입학하여 탁월한 성과를 보여줬고 이후 프랑스 국토의 운하 및 수로 설계와 관련된 주요 프로젝트에서 활동하며 유량 측정, 흐름의 저항, 수력에너지 활용 등에 대한 이론을 발전시켰으며, 특히 1798년 이집트 원정 중 나폴레옹 보나파르트와 함께 과학자로 참여하여 이집트 학술 탐사에 기여하고 현지의 수리 구조물 조사에 관여한 바가 있으며, 그가 수학과 물리학을 접목하여 고안한 유체의 운동에 대한 이론은 이후 다니엘 베르누이나 레온하르트 오일러의 유체역학 이론과는 별도로 실용적 수력학을 구축하는 데 중요한 전환점이 됐고, 특히 운하의 유속 및 저항을 수학적으로 모델링하여 수로 설계에 필요한 정량적 기반을 마련했으며 이러한 실용적 연구 성과는 그가 집필한 저서 <고체 저항의 해석적 이론>과 <동력 기계에서 효과의 극대화에 관한 논문> 등에서 확인할 수 있으며 후자는 기계 동작의 효율성과 에너지 전달의 최적화를 수학적으로 분석한 초기 문헌으로 평가받고 있으며, 그의 업적은 19세기 프랑스 공학과 수학의 발전에 지대한 영향을 끼쳤고, 그는 1811년 프랑스 과학 아카데미의 회원으로 선출되어 공공사업과 학술 연구를 동시에 이끌었으며, 이후 파리 상수도망 건설, 운하 개발, 교량 설계 등 다양한 국가 프로젝트를 지휘하고 지도했으며, 그의 생애는 실용적 수학이 국가 인프라 건설과 어떻게 긴밀히 연결되는지를 보여주는 대표적 예시로 평가받으며, 1836년 11월 30일 바로 그의 71번째 생일이 되는 날에 생을 마감했다.

## 생애
피에르시몽 지라르는 1765년 11월 30일 프랑스 캉에서 시계공이고 금세공업자고 칼뱅주의자였던 아버지 피에르 지라르와 어머니 프랑수아즈 마리 샹테피 드 부아비에르 사이에서 태어났고, 1799년에 나폴레옹 보나파르트의 이집트 원정에 참여할 정도로 젊어서부터 과학과 실용공학을 병행한 이론과 실무의 병합을 보여줬으며, 어린 시절 피에르시몽 지라르는 물레방아를 응용해 수차를 발명할 정도의 신동으로 성장했으며, 학력은 프랑스 최고의 기술학교인 국립고등교량도로학교에서 수학과 공학을 학습하고 1787년부터 고체의 저항과 목재, 석재, 철재 구조물의 설계법을 연구하기 시작했다.

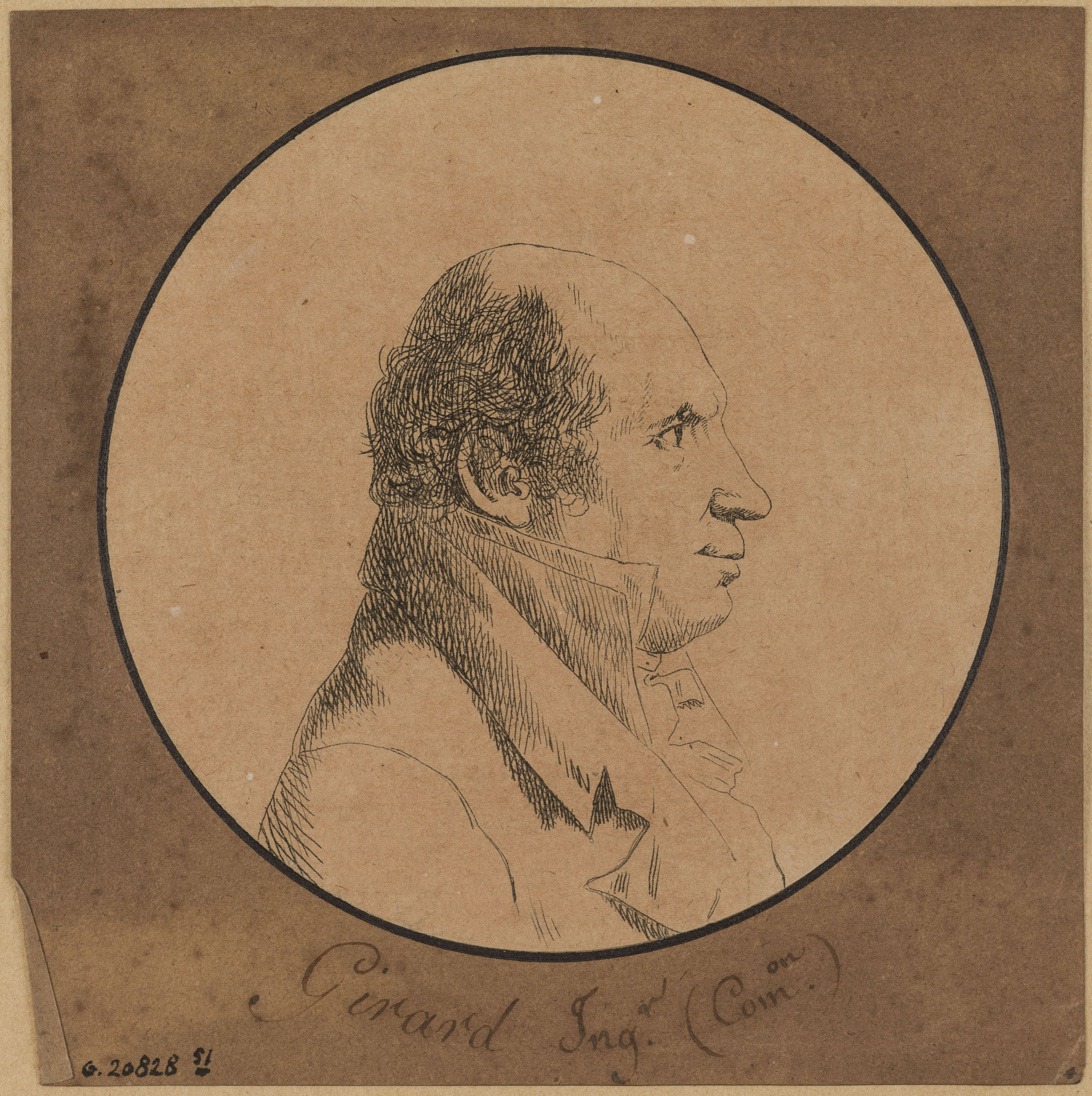
1790년의 국립고등교량도로학교의 공학자로서의 피에르시몽 지라르의 초상

그는 1789년 국립고등교량도로학교의 공학자로 임명되어 르아브르 항구의 확장 공사에 참여해 실무 경험을 쌓았고, 1790년 프랑스 과학 아카데미에서 르아브르 항구 및 운하의 락이론에 대한 상을 수상했으며, 가족관계로는 베로니크 리코와 결혼해 리코 가문과 연결됐고 아들 및 며느리를 통해 프랑스 정치가 가문과도 연관을 가지며 손자 외증손자 중 샤를 리셰를 배출한 일족의 일원이었다.

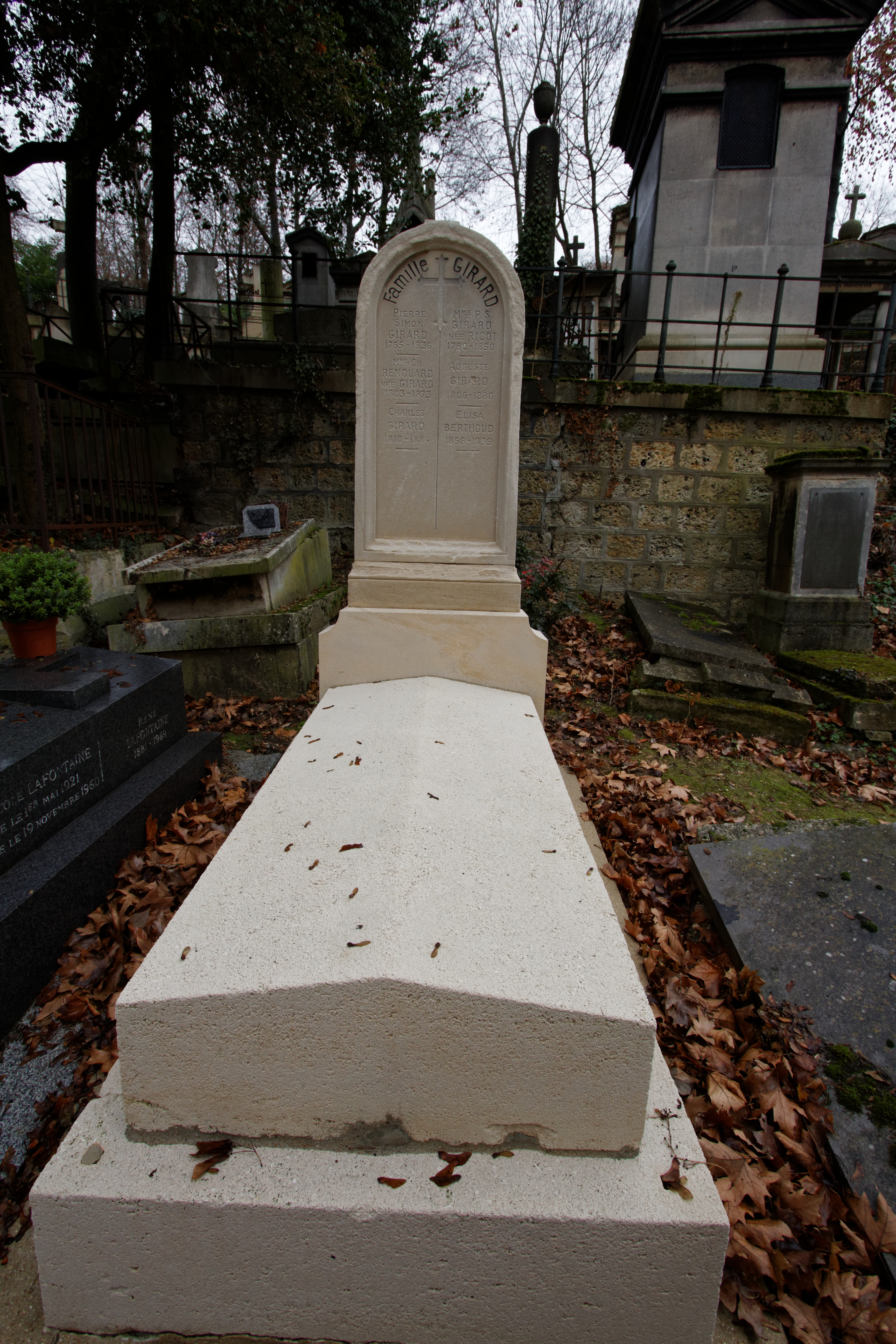
페르 라셰즈 묘지 제18구역에 있는 피에르시몽 지라르의 무덤

말년에 그는 프랑스 파리에서 1836년 11월 30일에 향년 71세로 사망했으며, 사망원인에 대한 직접적인 기록은 희박하나 고령에 따른 자연사였을 가능성이 크며, 그는 파리 3구에 거주하다가 사망한 후 파리의 페르 라셰즈 묘지 제18구역에 묻혔다.
피에르시몽 지라르의 주요 업적으로는 1798년에 출판한 <고체의 저항성과 등저항 고체에 대한 해석적 논문>으로, 이는 프랑스 최초로 보의 이론 전반을 다룬 전집이며 탄소강, 목재 등의 실험적 탄성 한계와 굽힘, 좌굴, 도장 등을 정량적으로 분석한 책으로 저항 재료라는 분야 명칭 자체에 영향을 줬고, 특히 구조공학론 발전에 역사적으로 중요한 기여를 한 문헌으로 평가된다.

## 수상
- 1831년 레지옹 도뇌르 슈발리에 훈장
- 프랑스인의 황제훈장

## 같이 보기
- 구조공학
- 구조공학론
- 고체의 저항성과 등저항 고체에 대한 해석적 논문